# Ciclitol

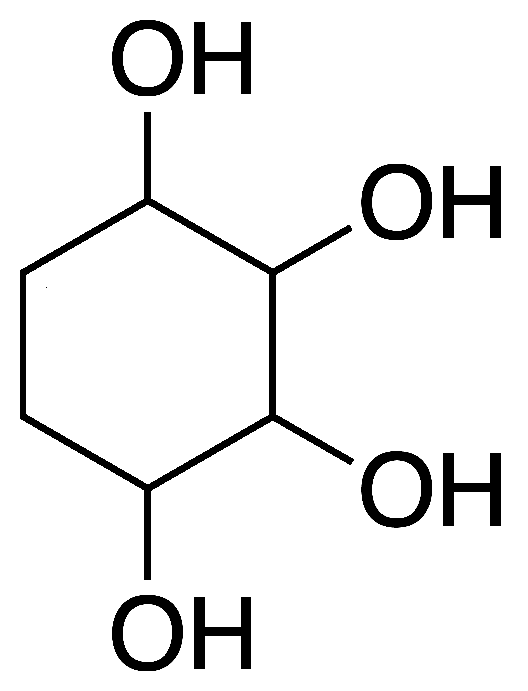
Ciclitolul 1,2,3,4-ciclohexantetrol (n=6, x=4). Există 10 compuși izomeri care au această structură.

Un ciclitol este un derivat de cicloalcan de tip poliol care conține cel puțin 3 grupe hidroxilice, atașate de câte un atom de carbon diferit din ciclu. Formula generală pentru un ciclitol nesubstituit este C
nH
2n-x(OH)
x sau C
nH
2nO
x, unde 3 ≤ x ≤ n.

## Izomerie
Ciclitolii nesubstituiți cu același nucleu și număr de grupe hidroxilice pot avea mai mulți izomeri structurali, depinzând de poziția grupelor în nucleu. De exemplu, ciclohexantriolul prezintă trei izomeri: 1,2,3-, 1,2,4- și 1,3,5-.

## Exemple
- Acid chinic și derivați (acid clorogenic, cinarină)
- Acid shikimic
- Inozitol
- Pinitol
- Acid fitic - derivat polifosfat